# Energía eólica en New Hampshire

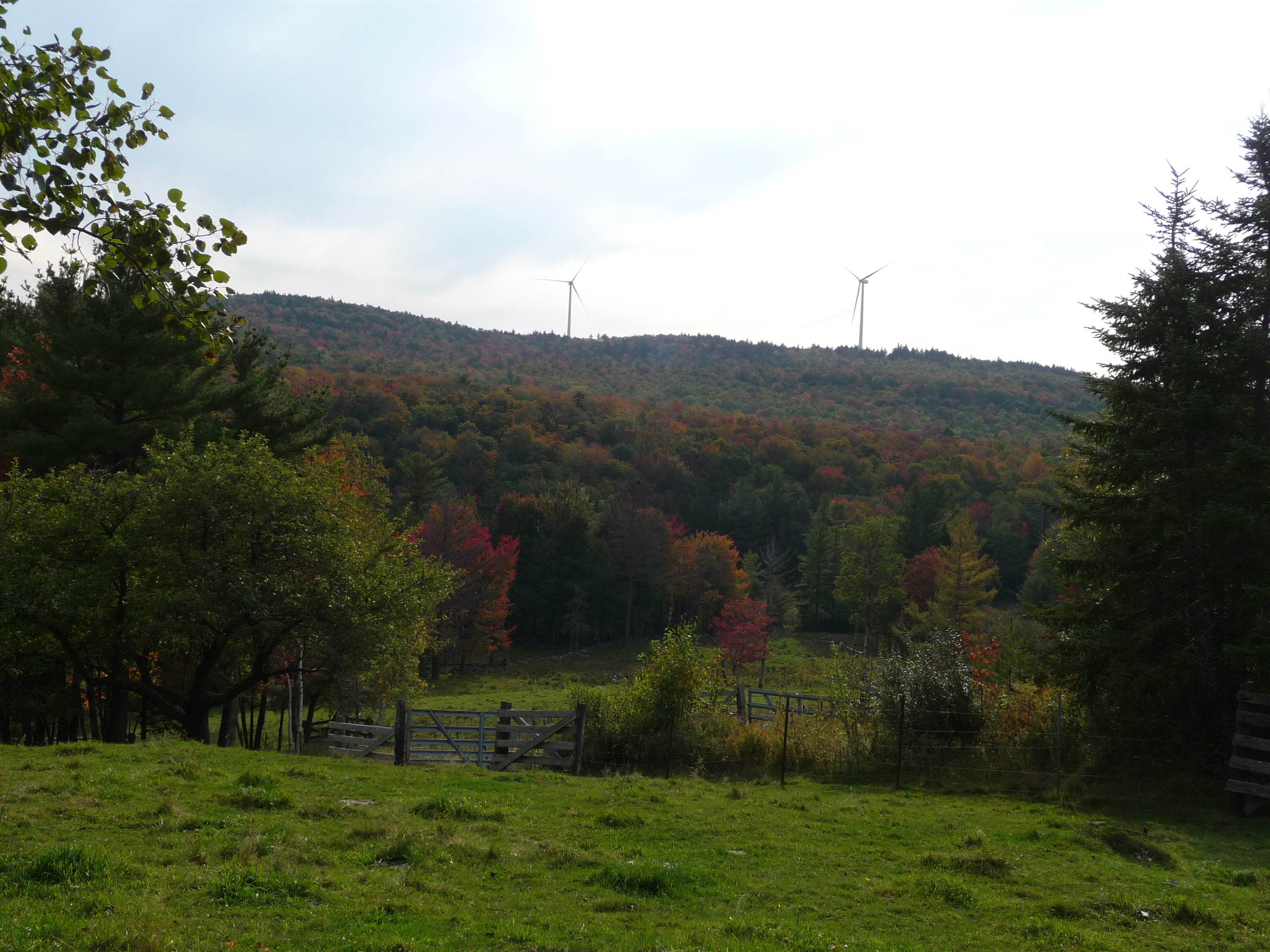
Dos turbinas del parque eólico de montaña Lempster.

La energía eólica en New Hampshire comenzó en 1980, con la instalación del primer parque eólico del mundo en Crotched Mountain, que consta de 20 30   Aerogeneradores de kW, aunque se cerró hace décadas. Tres proyectos de energía eólica están operando en el estado de New Hampshire : Lempster Mountain, que se inauguró en 2008, Granite Wind, que se inauguró a fines de 2011, y Granite Reliable Wind Farm - a a 2018   . 
Fiable granito tiene 33 Vestas de tres megavatios turbinas de viento en las montañas en el Phillips Brook zona.
Groton Wind consta de 24 turbinas Gamesa G87 de 2,0 MW y está ubicado a lo largo de dos crestas al oeste de Plymouth, en la ciudad de Groton . Aunque hay una línea eléctrica de alto voltaje al oeste del parque eólico, la energía se transmite a una nueva subestación en la línea urbana de Campton - Holderness . Las turbinas son 286 pies (87,2 m)   altura y las cuchillas son 139 pies (42,4 m)   largo. Se espera que la operación comience a fines de noviembre de 2012, y la operación completa comience en enero de 2013.
Se proponen dos parques eólicos adicionales, uno en las ciudades de Alexandria y Danbury, y el segundo, de 60 MW, en las ciudades de Groton, Alexandria y Hebron .
Se esperaba que el parque eólico de Antrim comenzara la construcción en 2014, pero el 7 de febrero de 2013, el Comité de Evaluación de Sitios de New Hampshire rechazó la propuesta con una votación de 6 a 3, la primera vez que la SEC rechazó un proyecto eólico. La razón principal del rechazo se estableció como el impacto visual y estético que las turbinas propuestas habrían tenido en el Santuario Willard Pond de la Sociedad Audubon de New Hampshire y en la región en general. 
New Hampshire es un productor de energía neta, que genera más de lo que se consume. La salida de Groton Wind va a NStar, en Boston, y el 55% de Granite va a Vermont . En 2010, New Hampshire produjo 22 millones de MWh y usó 7,7 millones de MWh.
Un reglamento de 2009 requiere la aprobación estatal de cualquier instalación de energía de más de 30 MW y líneas de transmisión de más de 100 kV.
| Nombre              | Capacidad (MW) | Energí (GW · hr / año) | Ubicación (condado) | Estado         |
| ------------------- | -------------- | ---------------------- | ------------------- | -------------- |
| Montaña de lempster | 24             | 70                     | Sullivan            | Operando       |
| Granito             | 99             | 224                    | Coos                | Operando       |
| Viento groton       | 48             | 144-158                | Grafton             | Funcionamiento |
| Alejandría          | 60             |                        | Grafton             | Propuesto      |

| Año  | GW · hr |
| ---- | ------- |
| 2008 | 10.319  |
| 2009 | 62.477  |
| 2010 | 75.688  |
| 2011 | 66.092  |
| 2012 | 208.699 |
| 2013 | 389.184 |
| 2014 | 411.581 |
| 2015 | 419.180 |